# غوردون بيرس
غوردون بيرس (بالإنجليزية: Gordon Pearce)‏ هو لاعب هوكي الحقل أسترالي، ولد في 10 يناير 1934.

## وصلات خارجية
- غوردون بيرس على موقع أوليمبيديا (الإنجليزية)
- غوردون بيرس على موقع اللجنة الأولمبية الأسترالية (الإنجليزية)